# Brian Span
Brian Span (Somers, 23 februari 1992) is een Amerikaans voetballer die bij voorkeur als vleugelspeler speelt. Hij verruilde in februari 2015 FC Dallas voor IFK Mariehamn.

## Clubcarrière
In de zomer van 2011 trainde Span in Europa mee met het Duitse TSG 1899 Hoffenheim en het Zweedse Örebro SK. Major League Soccer bood hem geen contract aan en daarom vertrok Span opnieuw naar Zweden waar hij een contract tekende bij Djurgårdens IF. Op 20 mei 2012 maakte hij tegen BK Häcken zijn debuut. Hij verving in de vijfenzestigste minuut Ricardo Santos. Drie dagen later startte hij de wedstrijd tegen Helsingborgs IF en maakte hij zijn eerste professionele doelpunt. Aan het einde van het seizoen in 2013 besloot de club niet verder te gaan met Span. Hij speelde in totaal in veertien competitiewedstrijden waarin hij eenmaal het doel trof.
Op 8 januari 2014 tekende hij een contract bij de Major League Soccer. Vervolgens werd door een loterij, waaraan FC Dallas, Chicago Fire, San Jose Earthquakes, New England Revolution en Real Salt Lake deelnamen, bepaald bij welke club hij terecht zou komen. FC Dallas won deze loterij waardoor Span bij de Texaanse club aan de slag kon. Op 2 april 2014 werd hij verhuurd aan Orlando City uit de USL Pro. Daar maakte hij op 13 april 2014 tegen Charleston Battery zijn debuut. Hij maakte in diezelfde wedstrijd direct zijn eerste doelpunt voor de club wat hun de 1-0 overwinning opleverde.
Aan het einde van het seizoen verliet Span Dallas zonder in één competitiewedstrijd voor de club te zijn uitgekomen. Op 14 februari 2015 werd bekend dat hij had getekend bij het Finse IFK Mariehamn.